# 小さな最後の審判 (ルーベンス)

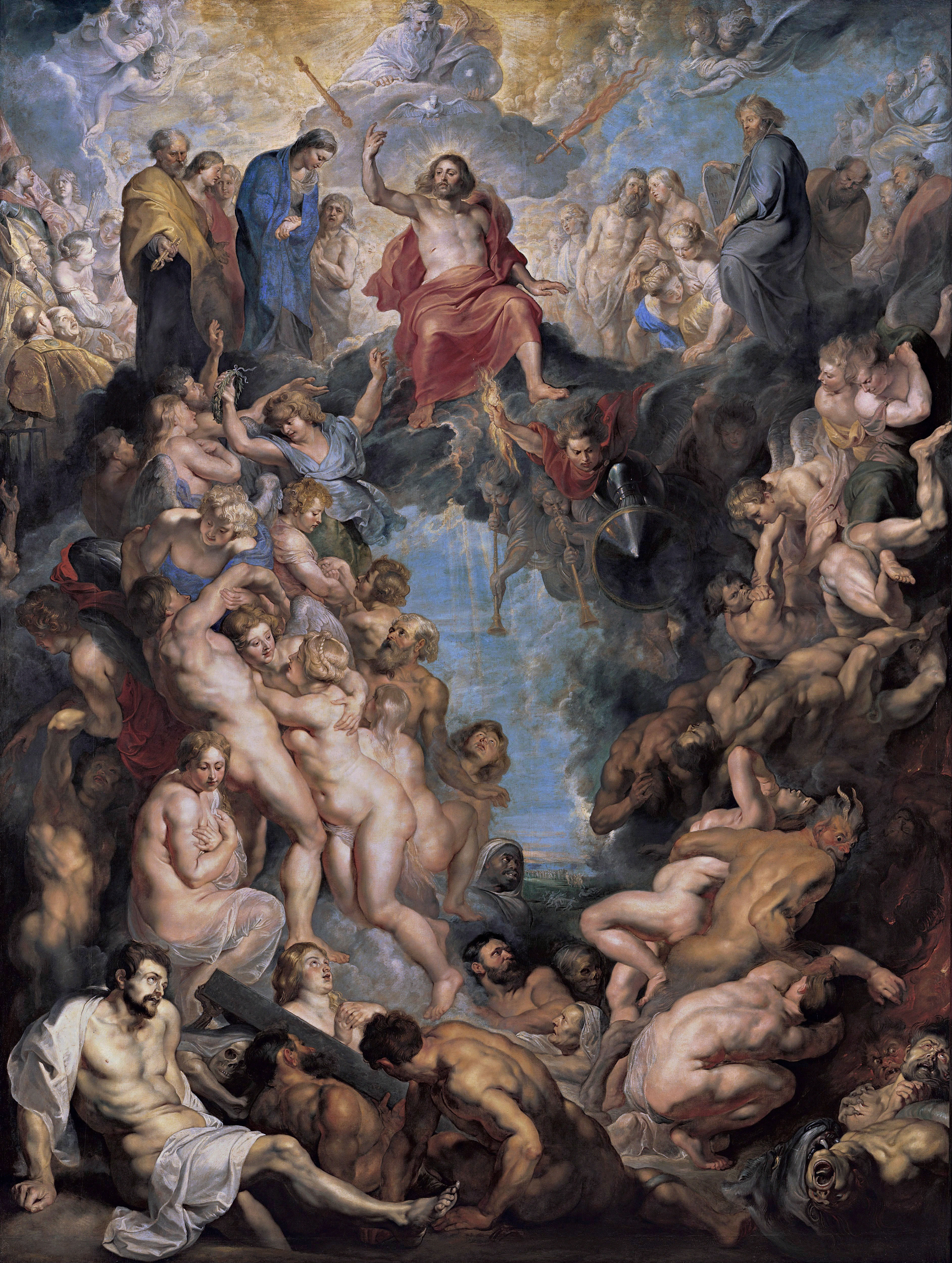
ルーベンス『大きな最後の審判』(1617年)、アルテ・ピナコテーク、ミュンヘン

『小さな最後の審判』（ちいさなさいごのしんぱん、独: Der Höllensturz der Verdammten、英: The Small Last Judgement）は、フランドルのバロック期の巨匠ピーテル・パウル・ルーベンスが1621年に樫板上に油彩で制作した絵画である。1806年にデュッセルドルフ絵画館から移されて以降、ミュンヘンのアルテ・ピナコテークに所蔵されている。「最後の審判」を表したもので、主題は『新約聖書』中の「マタイによる福音書」 (24章) から採られている。絵画の名称は、やはりアルテ・ピナコテーク蔵の『大きな最期の審判』 (1617年) と区別するためのものである。

## 作品
ネーデルラントにおいては、「最後の審判」、「地獄」などの主題は宗教的意義だけでなく、この地方に伝統的な怪奇趣味を伴ない、15、16世紀にしばしば取り上げられた。さらに16世紀半ばにミケランジェロのシスティーナ礼拝堂の祭壇画『最後の審判』の影響がフランス・フロリスを通してネーデルラントに伝わると、複雑な動的ポーズを示すミケランジェロ風の裸体表現を行うために、多くの画家がこの主題を取り上げるようになった。
17世紀になると、「最後の審判」の主題はもはや過去のものとなっていた。ルーベンスは1610年代にこの主題の絵画を3点描いたが、それは中世以来の伝統の最後となるものである。本作は、主に罪人が地獄に堕ちる様子を描いている。罪人、悪魔のような人物、合成された怪物が対角線を形成し、渦巻くような塊となっている。画面下部右側には、「マタイによる福音書」 (25:41) に記述されている地獄の業火が視覚化されている。
本作はミケランジェロ的な表現を極めたものといえるが、特筆すべきは罪人が地獄に堕ちていく運動の迫真性である。ミケランジェロの『最後の審判』に名残を留めている中世以来の水平区分をダイナミックな対角線に置き換え、新たな空間を創出している。それにより、地獄堕ちの恐怖、天国への上昇の恍惚が鑑賞者の中に直截的に喚起される。
なお、半円形の上部はかつてルーベンス周辺の画家ヤン・ブックホルストの手になるとされたが、科学調査を含めた近年の研究では全体がルーベンスの手になることが認められている。